# Anthony Lewis
Anthony Lewis (* 27. März 1927 in New York City; † 25. März 2013 in Cambridge, Massachusetts) war ein dem liberalen Spektrum zuzuordnender Journalist, der u. a. Editorials für die New York Times schrieb und Artikel für das New York Review of Books. Zuvor arbeitete er bei der Times als Editor (1948–1952), in deren Redaktion in Washington, D.C. (1955–1964), in der Londoner Filiale als Chefredakteur (1965–1972) und von 1969 bis 2001 als Kolumnist. Zeitweise (1952–1955) arbeitete er für die Demokratische Partei in den USA und schrieb Artikel für die Washington Daily News.

## Leben
Lewis wuchs in New York auf, besuchte dort die Horace Mann School und später die Harvard University, die er mit einem Bachelor of Arts abschloss. In seiner Zeit in Harvard schrieb er für „The Harvard Crimson“, eine Tageszeitung, die nur von Harvardstudenten betrieben wird. Verheiratet war er mit Margaret H. Marshall und wurde in seiner ersten Ehe Vater dreier Kinder.
Noam Chomsky schätzt Lewis als verhältnismäßig weit links für US-amerikanische Medienverhältnisse ein. Seine Position helfe beim Erkennen der stillschweigenden Vereinbarungen, unter denen in den US-Medien Mainstream-konforme Diskussionen abliefen.
Lewis gewann zwei Pulitzer-Preise – den ersten 1955 für seine Reportage über ein Programm der US-Regierung und besonders über die Entlassung eines Navy-Angestellten, der über die Gründe seiner Entlassung nicht Bescheid wusste (er wurde dank Lewis’ Arbeit wieder eingestellt); den zweiten Preis bekam er 1963 für seine Berichterstattung über den Obersten Gerichtshof der Vereinigten Staaten. Er schrieb zudem häufig über den Gerichtshof und in verfassungsrechtlichen Angelegenheiten.
Lewis lehrte seit Mitte der 1970er Jahre an der Hochschule der Aufbaustudien des Journalismus der Columbia University und hatte dort seit 1982 den James-Madison-Lehrstuhl in Angelegenheiten des 1. Zusatzes zur Verfassung der Vereinigten Staaten von Amerika inne. Er hielt von 1974 bis 1989 Vorlesungen in Harvard und trat seit langer Zeit als Gastdozent in verschiedenen Hochschulen und Universitäten auf (z. B. in Arizona, Illinois, Kalifornien und Oregon). 1991 wurde Lewis in die American Academy of Arts and Sciences und 2005 in die American Philosophical Society gewählt.

## Autor

### Eigene Werke
- Freedom for the Thought That We Hate: A Biography of the First Amendment (Basic Books, 2007), ISBN 978-0-465-03917-3
- Gideons Paukenschlag (Originaltitel: Gideon’s Trumpet) (Random House, 1964) (Neuauflage ISBN 0-679-72312-9).
  - wurde unter demselben Namen verfilmt
- Portrait of a Decade: The Second American Revolution (Random House, 1964), ISBN 0-394-44412-4.
- Make No Law: The Sullivan Case and the First Amendment (Random House, 1991), ISBN 0-394-58774-X. (PB ed by Vintage)
- The Supreme Court and How It Works: The Story of the Gideon Case (Random House Children’s Books, 1966), ISBN 0-394-91861-4.

### Werke, in denen er mitwirkte
- In Time of War: Hitler’s Terrorist Attack on America von Pierce O’Donnell und Anthony Lewis. (New Press, 2005), ISBN 1-56584-958-2.
- Glory and Terror: The Growing Nuclear Danger von Steven Weinberg; Vorwort von Anthony Lewis (New York Review Books, 2004), ISBN 1-59017-130-6.
- The Other Israel: Voices of Refusal and Dissent von Tom Segev (Editor), Roane Carey (Editor), Jonathan Shainin und Anthony Lewis, die die Einleitung schrieben (New Press, 2004), ISBN 1-56584-914-0.
- The Torture Papers: The Road to Abu Ghraib von Karen J. Greenberg (Editor), Joshua L. Dratel (Editor) und Anthony Lewis (Einleitung) (Cambridge University Press, 2005), ISBN 0-521-85324-9.
- The Myth of the Imperial Judiciary: Why the Right Is Wrong About the Courts von Mark Kozlowski, Vorwort von Anthony Lewis. (New York University Press, 2003), ISBN 0-8147-4775-2.
- Irreparable Harm: A Firsthand Account of How One Agent Took on the CIA in an Epic Battle Over Free Speech von Frank Snepp und Anthony Lewis (University Press of Kansas, 2001), ISBN 0-7006-1091-X. The story of CIA v. Snepp

### Online-Artikel
- One Liberty at a Time (Mother Jones, Mai/Juni 2004)
- The Framers, the 1st Amendment and watchdog reporting
- "Heroic" News media?
- The Justices Take on the President